# Dubianaclia quinquimacula
Dubianaclia quinquimacula är en fjärilsart som beskrevs av Paul Mabille 1882. Dubianaclia quinquimacula ingår i släktet Dubianaclia och familjen björnspinnare. Inga underarter finns listade i Catalogue of Life.